# Boeing 747-400
Boeing 747-400 — одна з модифікацій Boeing 747, чотиридвигуновий реактивний двопалубний широкофюзеляжний пасажирський літак, що виробляється компанією Boeing Commercial Airplanes. Серія −400 стала найпродаванішою модифікацією успішного сімейства 747. Основною відмінністю від інших моделей 747 є кінцеві крильця, хоча модифікація −400D їх не має. В залежності від модифікації літак може перевозити до 624 пасажирів і мати дальність до 14 200 км.
747-400 є передостанньою версією літака Boeing 747, на зміну якій прийшла економніша і технологічніша модифікація Boeing 747-8. Останній виготовлений 747-400 був поставлений замовнику у грудні 2009 року.

## Розробка

### Передумови
Представлений в 1970 році, Boeing 747 користувався величезним успіхом як у авіакомпаній, так і у пасажирів. Будучи першим у світі широкофюзеляжним авіалайнером, Boeing 747 здійснив революцію в авіаперевезеннях і дозволив компанії-виробнику зайняти домінуюче положення у виробництві та проєктуванні пасажирських авіалайнерів. 1980 року Boeing представив найновіший Boeing 747-300, найбільший на той момент варіант з підвищеною пасажиромісткістю. Цього вдалося добитись за рахунок видовженої верхньої палуби (англ. stretched upper deck, SUD), запропонованої на замовлення для Boeing 747-200, і яка стала стандартним рішенням в новій моделі. Верхня палуба стала вдвічі довшою, ніж на першому Boeing 747. Однак, крім підвищеної пасажиромісткості, Boeing 747-300 не став кроком вперед ні по дальності польоту, ні по технологічному оснащенню кабіни пілотів, ні по технології виробництва. При цьому літак ставав усе дорожчим в експлуатації, здебільшого, через застарілі системи управління, екіпажу з трьох чоловік та зростаючих цін на паливо.
В 1982 році Boeing презентував два нових літаки, що розроблялись паралельно — Boeing 757 і 767, які мали «скляну кабіну» з двома пілотами, нові двигуни та інноваційні матеріали. Подібні технології були закладені і в запущених в той же час широкофюзеляжних літаках конкурентів, зокрема, Airbus A340 і McDonnell Douglas MD-11.
На той час загальна кількість замовлень на варіанти 747-100, −200 і −300 (які іменувалися разом «класичними») доходила до 700 штук, однак динаміка нових замовлень помітно знизилась. Поява модифікації 747-300 не сповільнила падіння інтересу до цієї моделі. Побоюючись подальшого посилення конкуренції з боку MD-11, Airbus A330 і A340, які готувались до виробництва сучасніших літаків, Boeing був змушений почати серйознішу модернізацію найбільшого пасажирського літака у світі.
На початку 1984 року компанія виділила п'ять основних напрямків модернізації Boeing 747: нові технології, покращений салон, збільшення дальності приблизно на 2000 км, екононіші двигуни і зниження експлуатаційних витрат  на 10 %. У вересні 1984 року на авіасалоні у Фарнборо Boeing оголосив про початок робіт над найновішою модифікацією моделі 747, названою «Advanced Series 300» («вдосконалена модифікація 300»). 22 жовтня 1985 р. програма була запущена офіційно; першим замовником стала авіакомпанія Northwest Airlines, яка підписала контракт на поставку 10 літаків. Через декілька місяців про замовлення на новий Boeing 747-400 оголосили Cathay Pacific, KLM, Lufthansa, Singapore Airlines і British Airways, за якими були United Airlines, Air France і Japan Airlines.

### Проєктування
Сім замовників — British Airways, Cathay Pacific, KLM, Lufthansa, Northwest, Qantas і Singapore Airlines, сформували консультативну групу для участі в процесі проєктування нового літака.
Не дивлячись на плани по впровадженню нових технологій, спочатку Boeing хотів обмежитись мінімальними змінами в конструкції для зниження витрат на розробку і підтримання однотипності з існуючими моделями. Однак консультативна група наполягала на радикальніших змінах, зокрема, на «скляній кабіні» з двома пілотами. В результаті з'явився компромісний варіант, який поєднував комп'ютерні системи і дисплеї, запозичені з проєктів 757 і 767, і системи (наприклад, автопілот), перенесені з попередніх модифікацій.

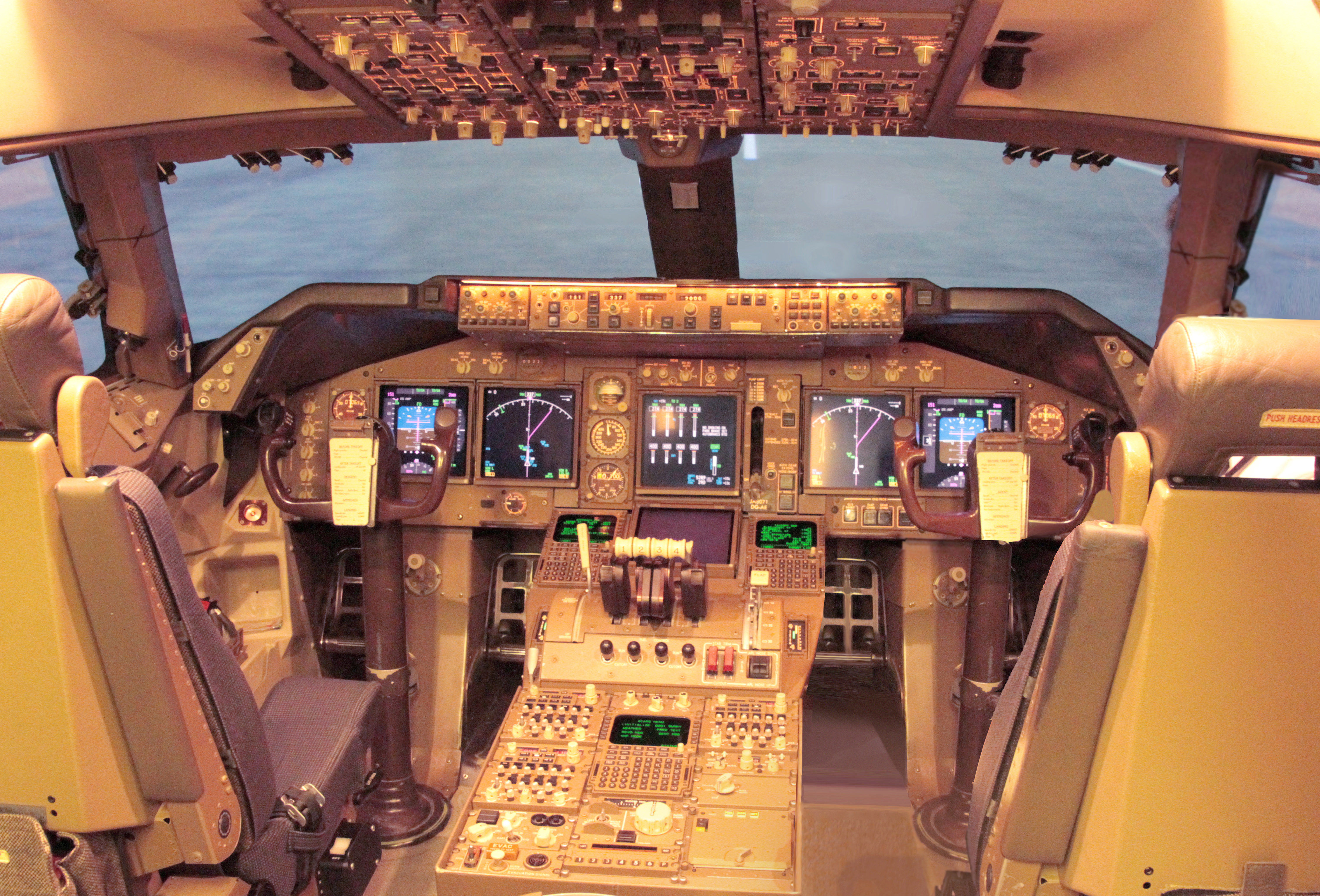
Модернізована скляна кабіна Boeing

У порівнянні з 747-300, 747-400 отримав видовжені на 1,8 м крила, кінцеві крильця і «скляну» кабіну, яка дозволила відмовитись від бортінженера. 747-400, на відміну від версії −300, має паливний бак об'ємом 12 000 л в горизонтальному стабілізаторі, економніші двигуни з більшим запасом тяги, повністю новий інтер'єр, покращену аеродинаміку фюзеляжу і крил та обновлену розважальну систему для пасажирів. Так само, як і 747-300, пасажирська версія 747-400 має видовжену верхню палубу (stretched upper deck, SUD) в стандартній комплектації.
Верхня палуба майже вдвічі довша, ніж у перших 747, у яких видовжена верхня палуба була застосована як додаткова опція для трьох японських 747-100SR(SUD) і пропонувалась як модернізація для діючих літаків. Розмах крила став більшим, однак, завдяки використанню композитних матеріалів та алюмінієвих сплавів, загальна вага крил не збільшилась.
Нова модель отримала двигуни Pratt & Whitney PW4056, General Electric CF6-80C2B1F і Rolls-Royce RB211-524G/H, що відрізнялись підвищеною тягою і меншою витратою палива та оснащувалися цифровою системою управління двигуном FADEC.

### Виробництво та випробування
Остаточна збірка першого Boeing 747-400 почалась на заводі Boeing в м. Еверетт у вересні 1987 р. Понад 50 % компонентів були зібрані сторонніми підрядниками: основні структурні компоненти, гондоли двигунів і підзібрані вузли поставлялись компанією Northrop, лонжерони і шпангоути верхньої частини фюзеляжу виготовляла Daewoo. Збірка першого літака з двигунами PW4056 була розпочата наприкінці 1987 року і продовжувалась взимку 1988-го.
Викатка першого 747-400 відбулась 26 січня 1988 р. На цей момент компанія отримала понад 100 замовлень на нову модель. Перший політ нової машини відбувся 29 квітня 1988 р. під управлінням екіпажу пілота-випробувача Джеймса Льоша (англ. James Loesch) та другого пілота Кеннета Хіґґінса (англ. Kenneth Higgins). Перший політ тривав 2 години 26 хвилин. В програмі випробувань брали участь перші чотири зібраних літака, на один більше, ніж потрібно для сертифікації трьох варіантів двигунів. Один літак був оснащений двигунами CF6-80C2B1F, один — двигунами RB21-524G/H, а решта два — двигунами PW4056, при цьому четвертий літак був резервним.
Сертифікат льотної придатності FAA був отриманий 10 січня 1989 р. з двигунами Pratt & Whitney PW4000, 18 травня 1989 р. — з двигунами General Electric CF6-80C2 і 8 червня 1989 р. — з двигунами Rolls-Royce RB211-524G. Перший 747-400 був переданий головному замовнику Northwest Airlines 26 січня 1989 р. і був введений в експлуатацію 9 лютого на рейсі Міннеаполіс — Фінікс.

### Подальші розробки
Далекомагістральний вантажний літак (ERF) був введений у експлуатацію в жовтні 2002 р. А в наступному місяці далекомагістральна пасажирська версія (ER) була введена в експлуатацію компанією Qantas, єдиним замовником пасажирської версії 747-400ER. Qantas використовує ці літаки на маршрутах Мельбурн — Лос-Анджелес і Сідней — Сан-Франциско, велика протяжність яких не дозволяє використовувати модель 747-400.

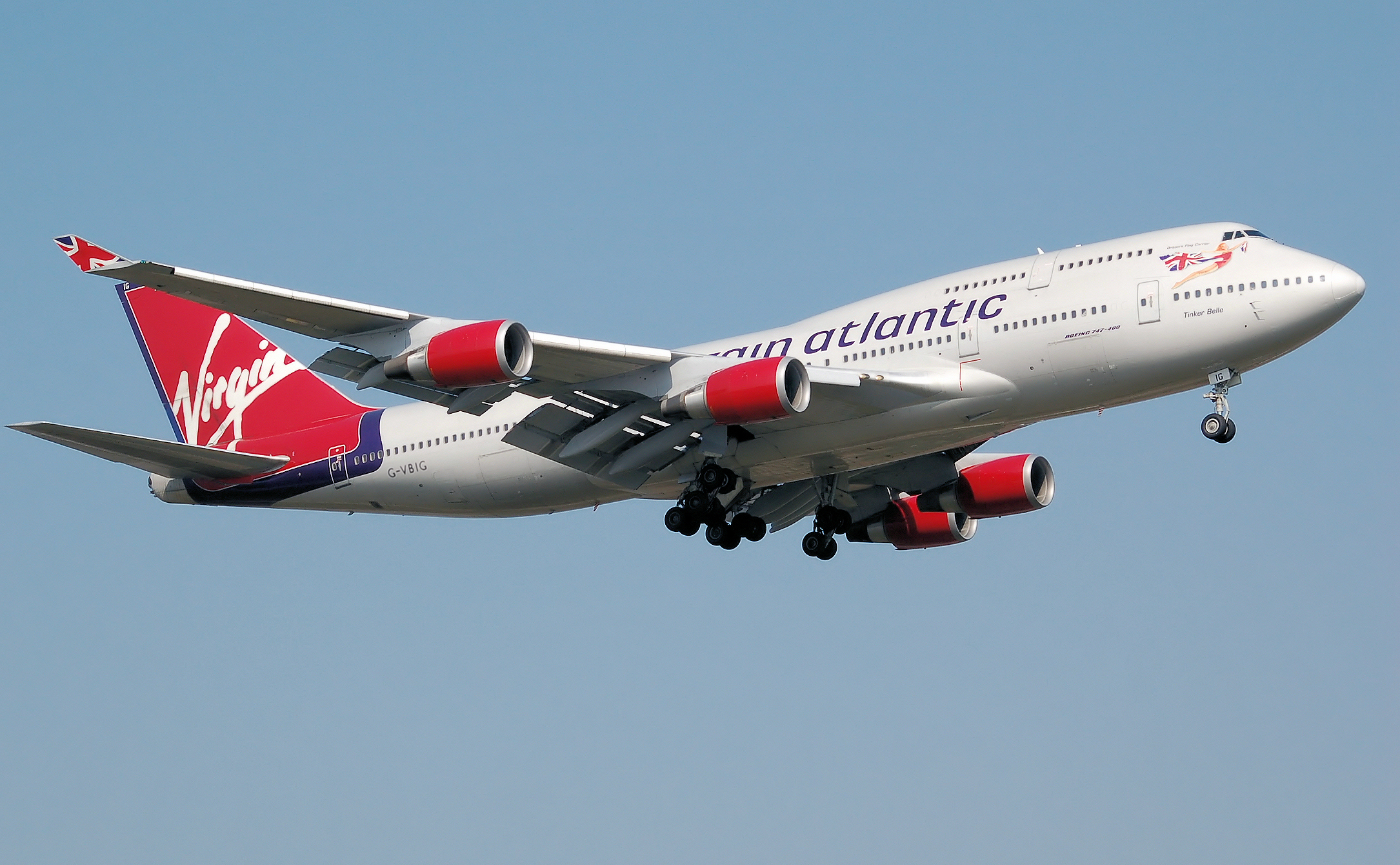
Tinker Belle авіакомпанії Virgin Atlantic Airways заходить на посадку в аеропорту Хітроу.

Пізніше був представлений обновлений інтер'єр Boeing Signature Interior для моделі 747-400, який пропонувався або як заміна інтер'єру на існуючих 747-400, або як замовне обладнання для новіших 747-400. Наприклад, чотири новітніх Boeing 747-400 China Airlines (бортові номери B-1821x), які також є останніми побудованими 747-400, були на заводі обладнані інтер'єрами Boeing Signature Interior. Один з цих літаків (B-18210) мав комбіноване розфарбування — хвіст China Airlines і фірмове розфарбування фюзеляжу Boeing.
Намагаючись знайти екологічніше і економічне паливо, деякі авіакомпанії розглядають можливість використання палива, що добувається з рослини ятрофа. Air New Zealand провела перший комерційний політ з використанням палива, отриманого з ятрофи — один з двигунів літака 747-400 використовував як паливо суміш з 50 % масла ятрофи і 50 % авіаційного палива протягом двох годин польоту, доки інженери збирали дані. Авіакомпанія Continental Airlines 7 січня 2009 р. проводила випробування подібного палива на одному зі своїх літаків.
Ятрофу легко вирощувати, вона потребує мінімального поливу і внесення добрив та дає велику кількість масла.

### Особливості конструкції
Як і на всіх модифікаціях Boeing 747, для можливої заміни двигунів у віддалених аеропортах на Boeing 747-400 передбачена можливість доставки двигуна на зовнішній підвісці. Додаткова точка кріплення розташована під крилом між двигуном №2 (ближній до фюзеляжу зліва) і фюзеляжем. Таким чином, Boeing 747 може летіти з п'ятьма закріпленими на ньому двигунами (запасний двигун при цьому не працює).
Штатні пасажирські двері на Boeing 747 мають режим вентиляції салону в польоті. У випадку сильного задимлення екіпаж, знизившись до безпечної висоти, має можливість з допомогою електроприводу привідкрити ліві передні і задні двері для провітрювання салону. Цей спосіб усунення задимлення був застосований після виникнення пожежі на борту вантажопасажирського Boeing 747-200 авіакомпанії South African Airways.

## Варіанти

### 747-400

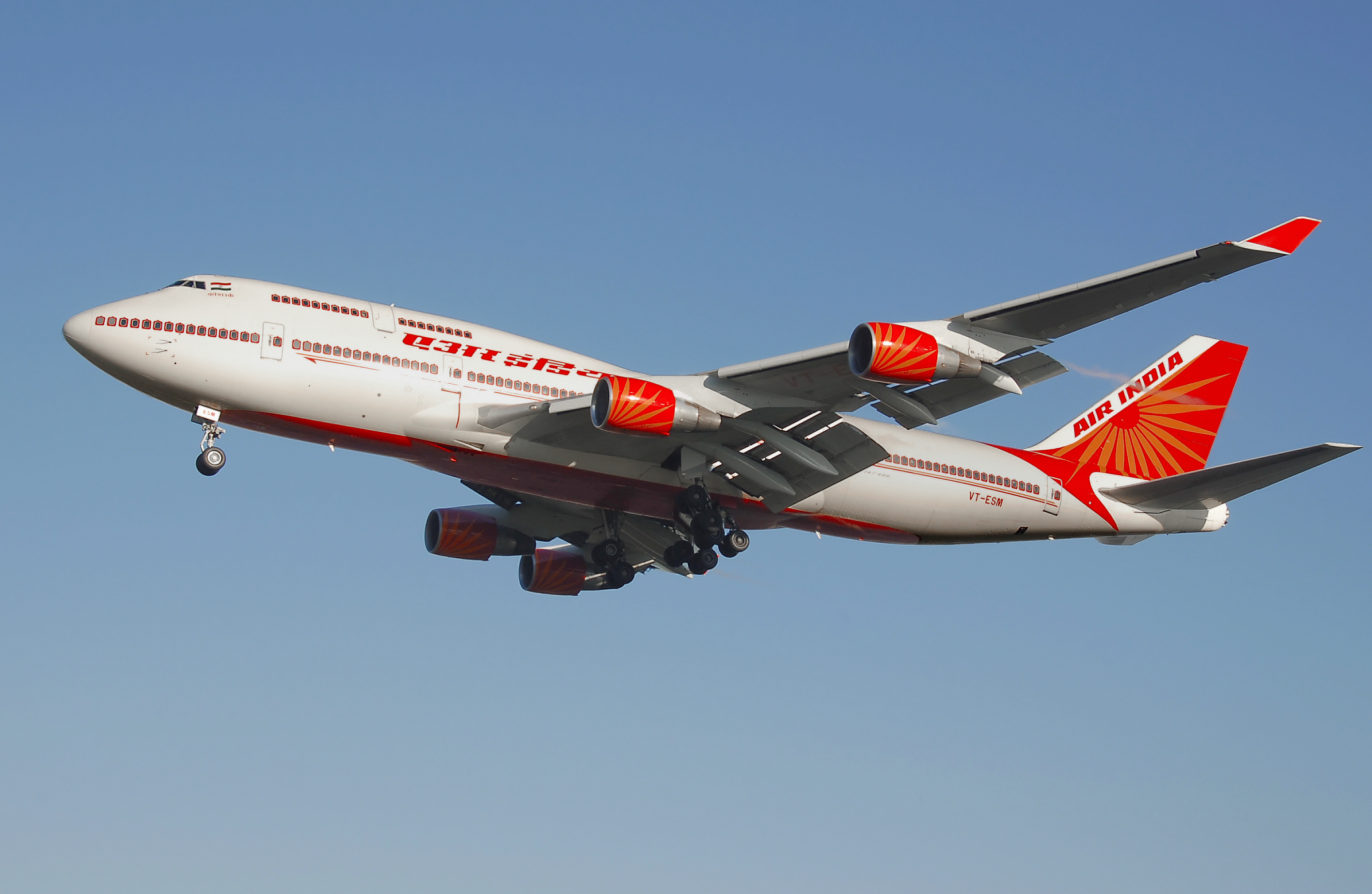
Konark авіакомпанії Air India, перший в авіапарку Air India.

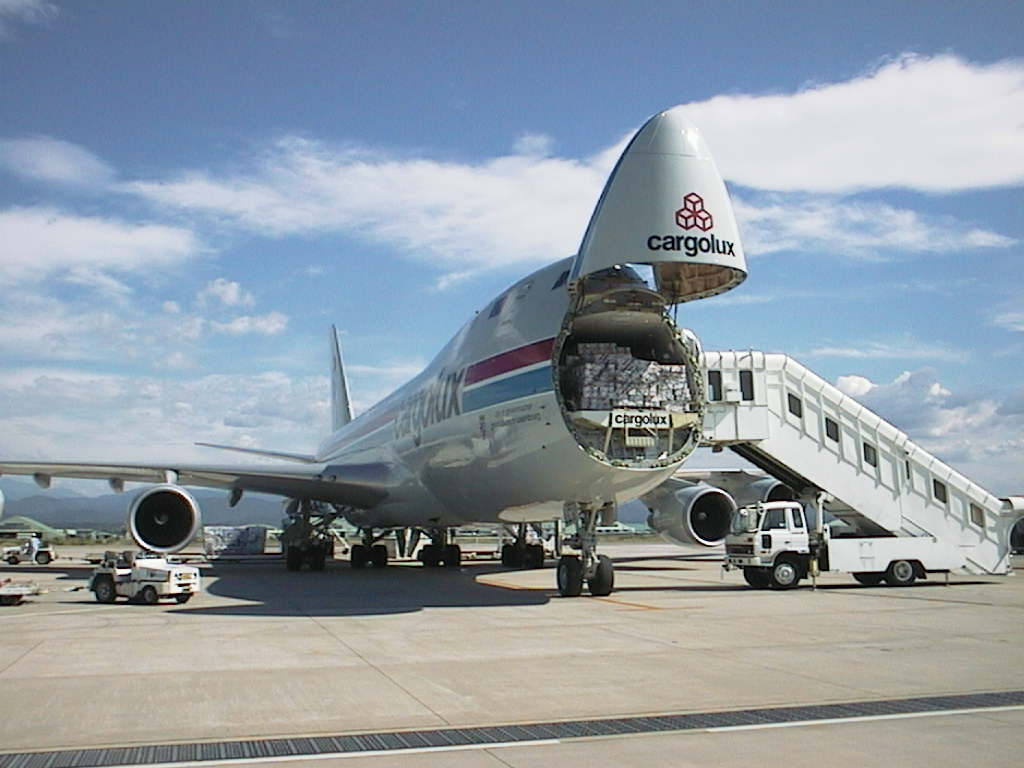
747-400F авіакомпанії Cargolux

авіакомпанії All Nippon Airways, розфарбований покемонами.

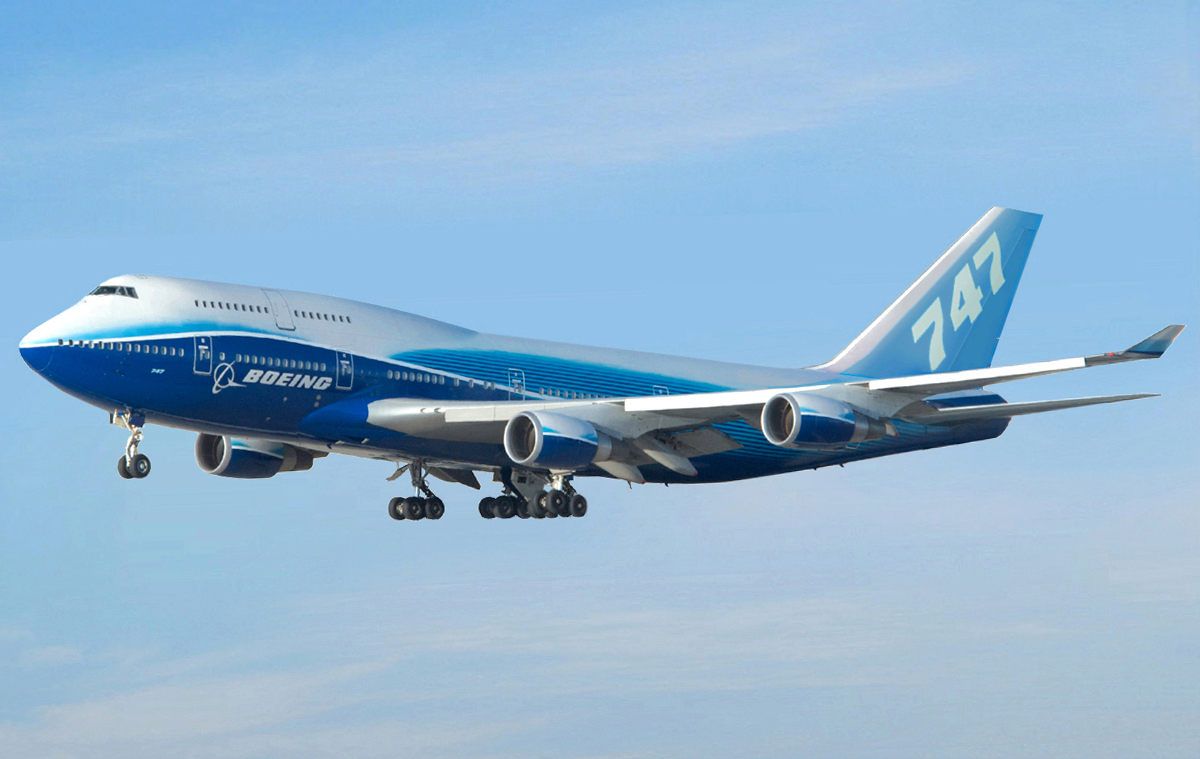
Boeing в фірмовій розфарбовці Boeing

747-400 є покращеною версією моделі 747-300 і має більший розмах крила, кінцеві крильця, модернізовані двигуни і «скляну» кабіну, що дозволяє відмовитись від бортінженера.
Пасажирська версія 747-400 має видовжену верхню палубу (SUD), як у 747-300, в стандартній комплектації. В 1989 р. 747-400 авіакомпанії Qantas пролетів від Лондона до Сіднея — 18001 км — за 20 годин 9 хвилин, що стало рекордом дальності для комерційних авіалайнерів. Політ є технічним для доставки літака замовнику — пасажирів і вантажу на борту не було.
Виробництво пасажирської версії 747-400 офіційно закінчилось 15 березня 2007 р. Останні чотири замовлення на 747-400 авіакомпанії Philippine Airlines були відмінені (замість них авіакомпанія замовила 777-300ER). Останнім замовником 747-400 в листопаді 2002 р. стала авіакомпанія China Airlines, якій у квітні 2005 р. були поставлені останні зібрані пасажирські 747-400. Останній літак мав порядковий номер 1358 (серійний номер MSN33737, бортовий B-18215).

### 747-400F
747-400F (Freighter — «вантажний») є вантажною версією, в основі якої фюзеляж моделі 747-200F. Перший політ цієї модифікації відбувся 4 травня 1993 р., авіакомпанія Cargolux Airlines 17 листопада 1993 р. вперше ввела літак в експлуатацію. Великими замовниками модифікації є Atlas Air, Cargolux, China Airlines, Korean Air, Nippon Cargo Airlines, Polar Air Cargo і Singapore Airlines. 747-400F можна легко відрізнити від пасажирської версії по меншому розміру «горба» верхньої палуби.
747-400F оснащений носовим люком на головній палубі та механізованою системою завантаження. Носовий люк відкривається вверх, дозволяючи завантажувати піддони і контейнери завдовжки до 40 футів (12 м) безпосередньо у вантажний трюм з допомогою самохідних візків. Боковий вантажний люк, який встановлюється на замовлення (як на моделі 747-400M (Combi)) дозволяє завантажувати вищі вантажні модулі.
Всього Boeing передав замовникам 126 літаків 747-400F, виконавши всі замовлення. Останній Boeing 747−400F був переданий Nippon Cargo Airlines.

### 747-400M
747-400M (конвертовний варіант «Combi») вперше піднявся у повітря 30 червня 1989 р. і був введений у експлуатацію авіакомпанією KLM 12 вересня 1989 р. 747-400M обладнаний великим вантажним люком в задній частині фюзеляжу. Останній 747-400M був переданий авіакомпанії KLM 10 квітня 2002 р.

### 747-400D
747-400D («Domestic» — «для внутрішніх перевезень») є багатомісною моделлю, розробленою для коротких внутрішніх рейсів японських авіакомпаній. Літак вміщує до 568 пасажирів в 2-класній конфігурації або 660 пасажирів у однокласній конфігурації. 747-400D не має видовжених крил та кінцевих крилець, які встановлюються на інші варіанти. Переваги крилець нівелюються на коротких маршрутах. 747-400D може в разі потреби бути конвертований в далекомагістральну версію. 747-400D також відрізняється від звичайних літаків серії 400 більшою кількістю ілюмінаторів по обидва боки верхньої палуби. Це дозволяє встановити більше крісел по всій довжині верхньої палуби, там, де на звичайних літаках встановлена кухня.
Перший політ 747-400 Domestic відбувся 18 березня 1991 р. Введення в експлуатацію 22 жовтня 1991 р., Japan Airlines. Останній екземпляр був переданий All Nippon Airways у грудні 1995 р.

### 747-400ER
Проєкт 747-400ER (Extended Range — «підвищена дальність») був запущений 28 листопада 2000 р. після отримання замовлення від авіакомпанії Qantas на шість літаків. Це замовлення стало єдиним замовленням на пасажирську версію. 747-400ER має більшу на 805 км дальність або на 6800 кг більшу вантажність. Qantas отримала перший 747-400ER 31 жовтня 2002 р.
У передньому вантажному відсіку 747-400ER можуть встановлюватись додаткові паливні баки (один або два бака об'ємом 12 264 л). Баки, які виготовляються компанією Marshall Aerospace, мають інноваційну сотову конструкцію, яка дозволяє отримати високе співвідношення об'єм–вага. Подібна технологія використовується при виготовленні внутрішніх паливних баків для літаків 777-200LR і P-8A Poseidon.

### 747-400ERF
747-400ERF (747-400ER Freighter — «вантажний, підвищеної дальності») є вантажною модифікацією моделі 747-400ER, проєкт який був запущений 30 квітня 2001 р. 747-400ERF ідентичний 747-400F, за винятком збільшеної максимальної злітної ваги, що дозволяє авіакомпаніям перевозити більше вантажу. На відміну від 747-400F на цю модифікацію не встановлюються додаткові паливні баки.
Перший 747-400ERF був переданий авіакомпанії Air France (через лізингову компанію ILFC) 17 жовтня 2002 р. 747-400ERF має «максимальну злітну вагу» 412 769 кг і максимальне корисне навантаження 112 760 кг. Він дозволяє авіакомпаніям вибирати між додатковими 9980 кг вантажу у порівнянні з вантажною модифікацією 747-400 і додатковими 972 км дальності. Літака має максимальну дальність 9200 км (на 525 км більше, ніж інші вантажні модифікації 747-400), міцніші фюзеляж, шасі і частини крила, а також нові шини більшої розмірності.
Boeing поставив 40 Boeing 747-400ERF. На 2009 рік всі замовлення були виконані. Останній 747-400ERF був поставлений 22 грудня 2009 року. Новий вантажний літак 747-8 Freighter буде мати більше корисне навантаження, але меншу дальність, ніж 747-400ERF.

### Програми конверсії пасажирських747-400у вантажні

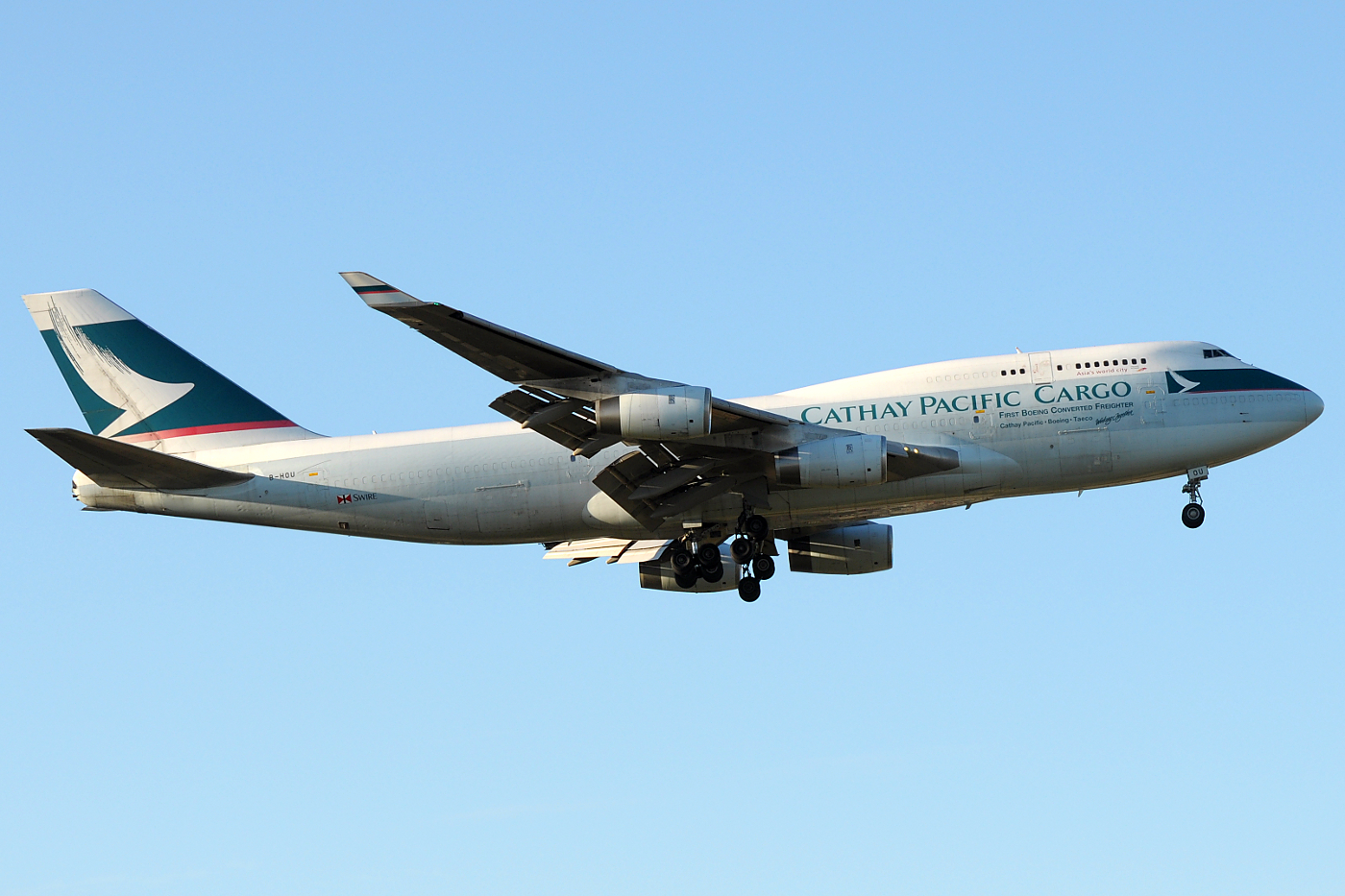
B-HOU, перший Boeing Converted Freighter (BCF), заходить на посадку у Франкфурті

747-400BCF (Boeing Converted Freighter — «вантажний літак, конвертований компанією Boeing»), раніше відомий з позначенням 747-400SF (Special Freighter — «спеціальний вантажний літак»), є програмою конверсії стандартних пасажирських модифікацій 747-400. Проєкт був запущений в 2004 р. і здійснюється схваленими підрядниками, такими як TAECO, KAL Aerospace і SIA Engineering. Перший Boeing 747-400BCF був переданий авіакомпанії Cathay Pacific Cargo і введений в експлуатацію 19 рудня 2005 р.
747-400BDSF (Bedek Special Freighter — «спеціальний вантажний літак Bedek») є ще одним проєктом конверсії пасажирських літаків, що здійснюється компанією Israel Aerospace Industries (IAI). Перший 747-400BDSF був переданий авіакомпанії Air China Cargo.

### 747 Large Cargo Freighter

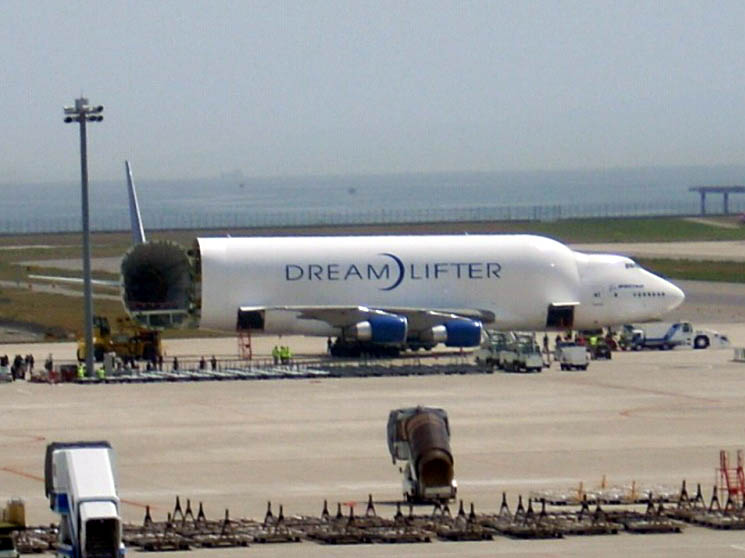
747 LCF Dreamlifter з відкритим заднім вантажним люком

У жовтні 2003 р. Boeing оголосив, що у зв'язку з великими витратами часу на морські перевезення для транспортування частин Boeing 787 буде використовуватися повітряний транспорт. З цією метою декілька літаків 747-400, які експлуатувалися були конвертовані в нестандартний «Large Cargo Freighter» (LCF), призначений для перевезення частин перспективного лайнера на завод в м. Еверетт для остаточної збірки. LCF має роздутий фюзеляж, подібний до Super Guppy або Airbus Beluga, що використовуються для перевезення крил і секцій фюзеляжу. Конверсійний проєкт, розроблений інженерами компанії спільно з іспанською компанією Gamesa Aeronáutica, реалізується на Тайвані підрозділом компанії Evergreen Group. Boeing придбав чотири літака, які були в експлуатації, і переобладнав їх. Четвертий і останній здійснив перший політ у січні 2010 р.
747 LCF дозволяє скоротити час доставки з 30 днів до одного дня. Об'єм вантажного відсіку LCF втричі перевищує цей показник у модифікації 747-400F. LCF не є комерційною моделлю компанії Boeing і не буде пропонуватись на продаж. Літаки LCF призначені суто для використання компанією Boeing.

### Урядові, військові та інші варіанти
- C-33: Пропонується як військово-транспортна модифікація 747-400, покликана доповнити авіапарк літаків C-17. C-33 має меншу вартість і більшу дальність, однак не може використовувати непідготовлені ЗПС і перевозити крупногабаритні військові вантажі. Він також має вищу вартість обслуговування. Проєкт закритий — замість цього уряд США планує закупити додаткові C-17[35].
- YAL-1: «Носій лазерної зброї» на базі 747-400F для ВПС США. Літак був значно дороблений для установки носової турелі хімічного киснево-йодного лазера[en].

## Експлуатанти

### Комерційні авіакомпанії

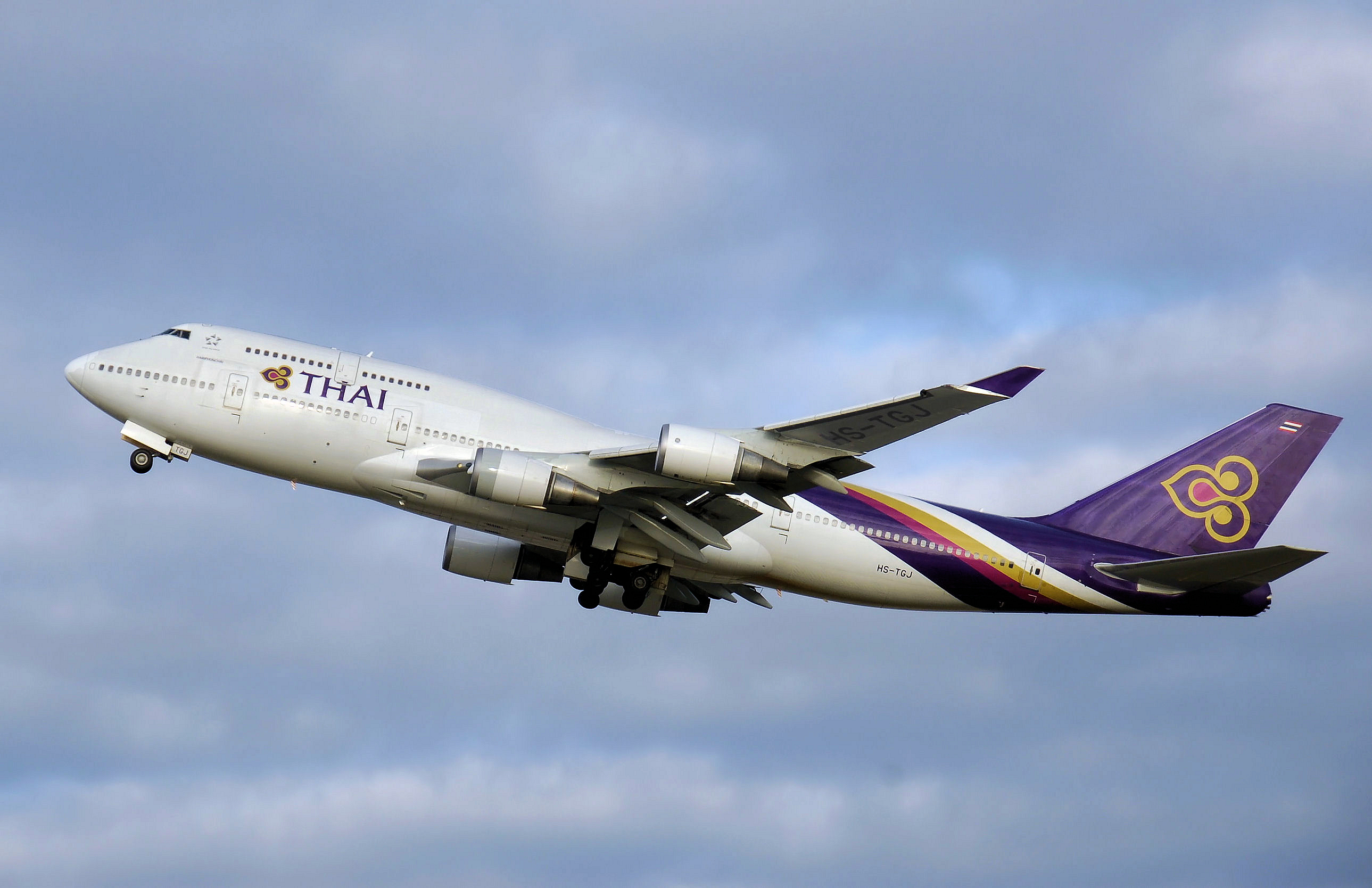
747-400 авіакомпанії Thai Airways International

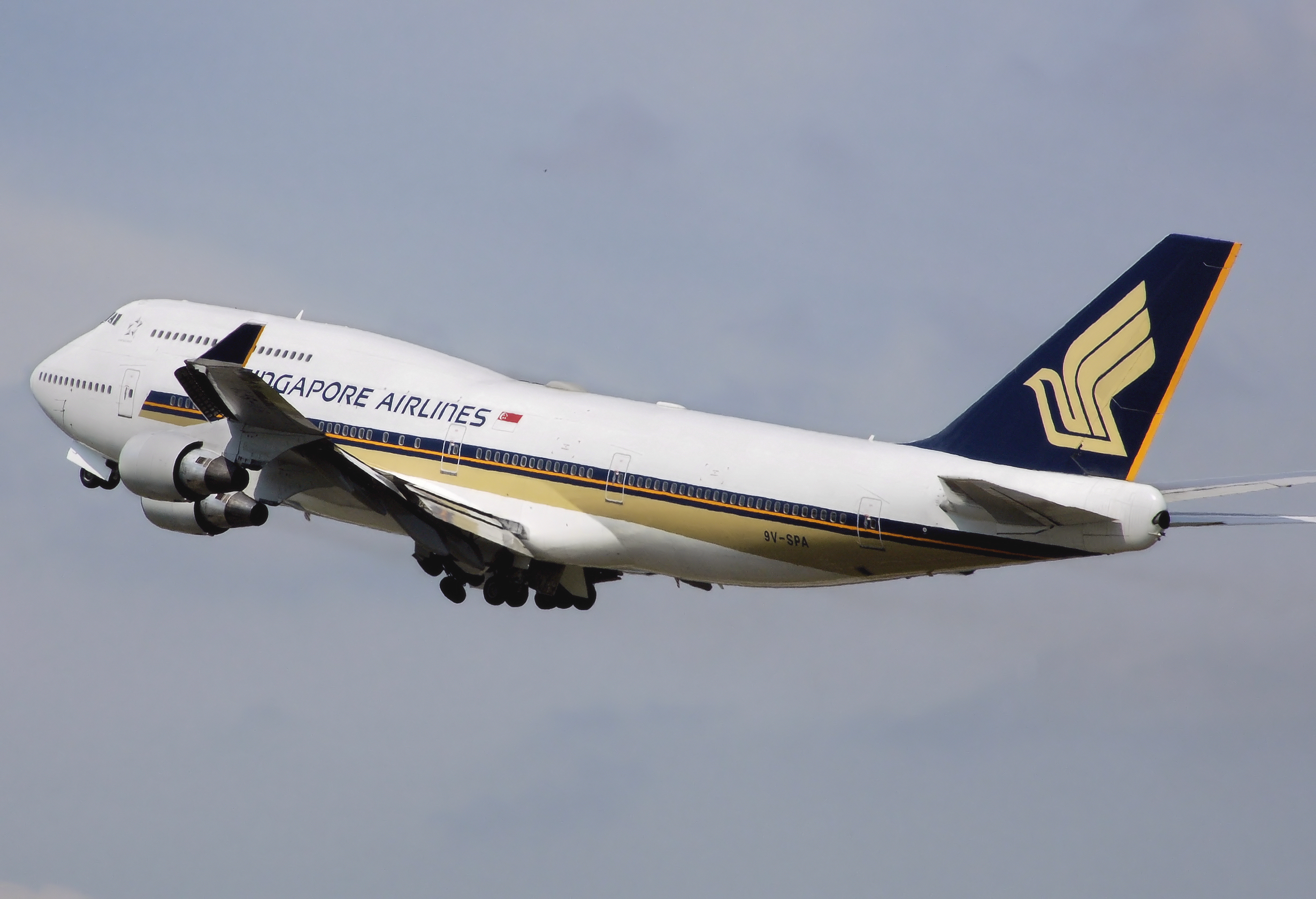
Singapore Airlines в аеропорту Хітроу

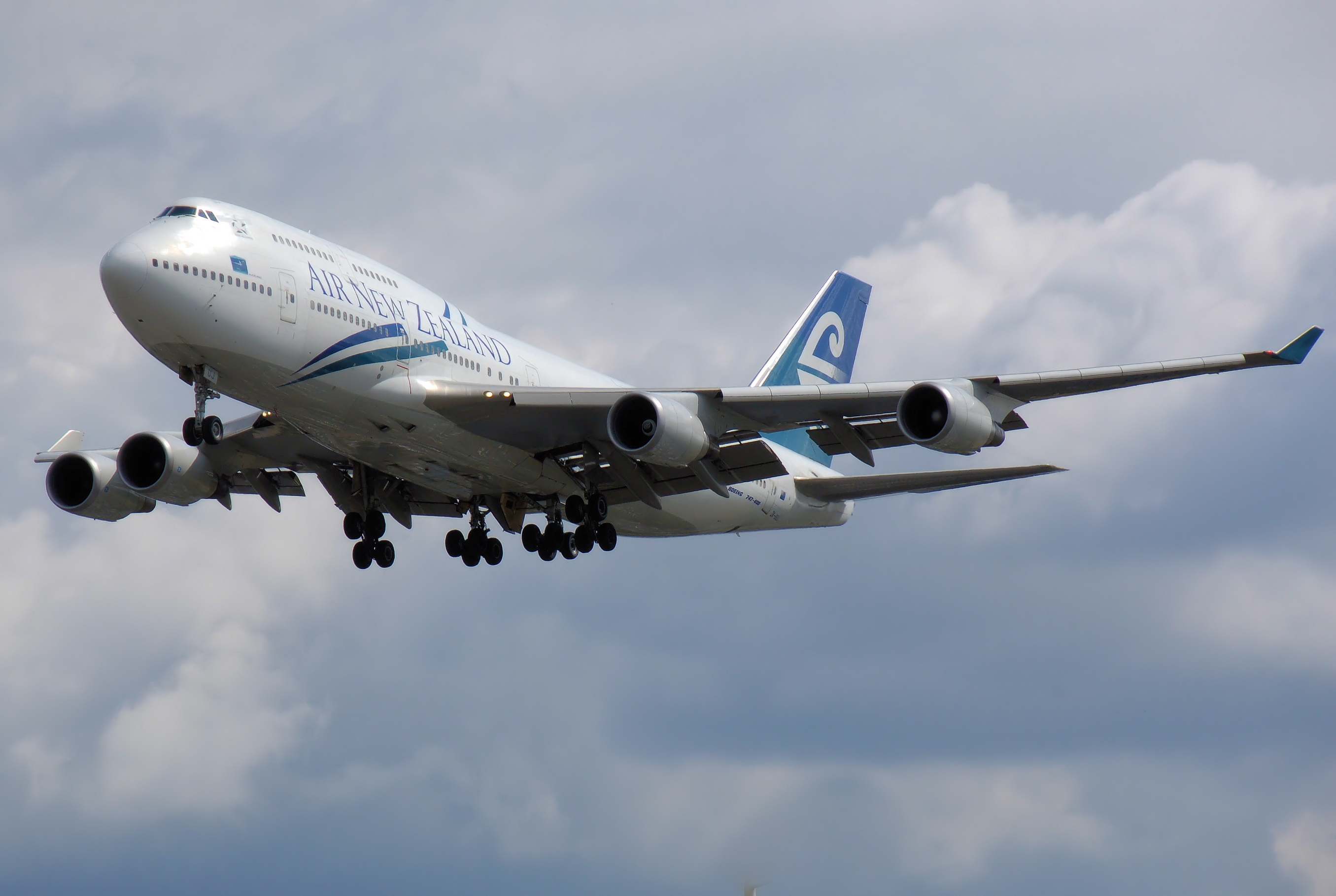
747-400 авіакомпанії Air New Zealand

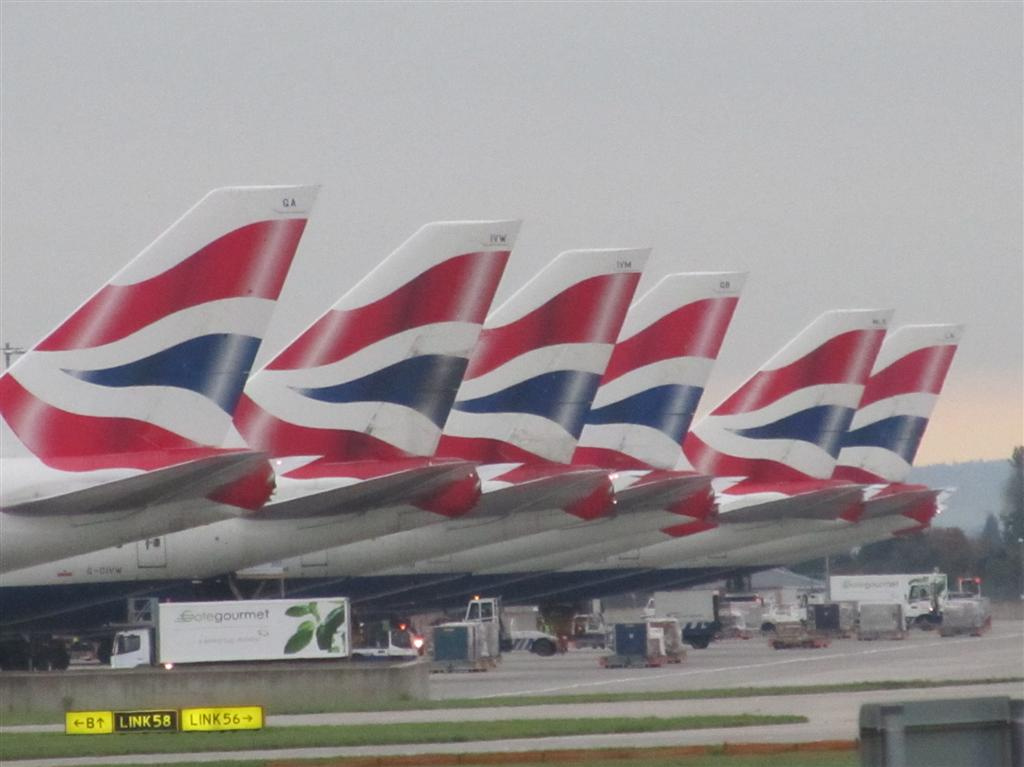
Хвостові стабілізатори Boeing авіакомпанії British Airways

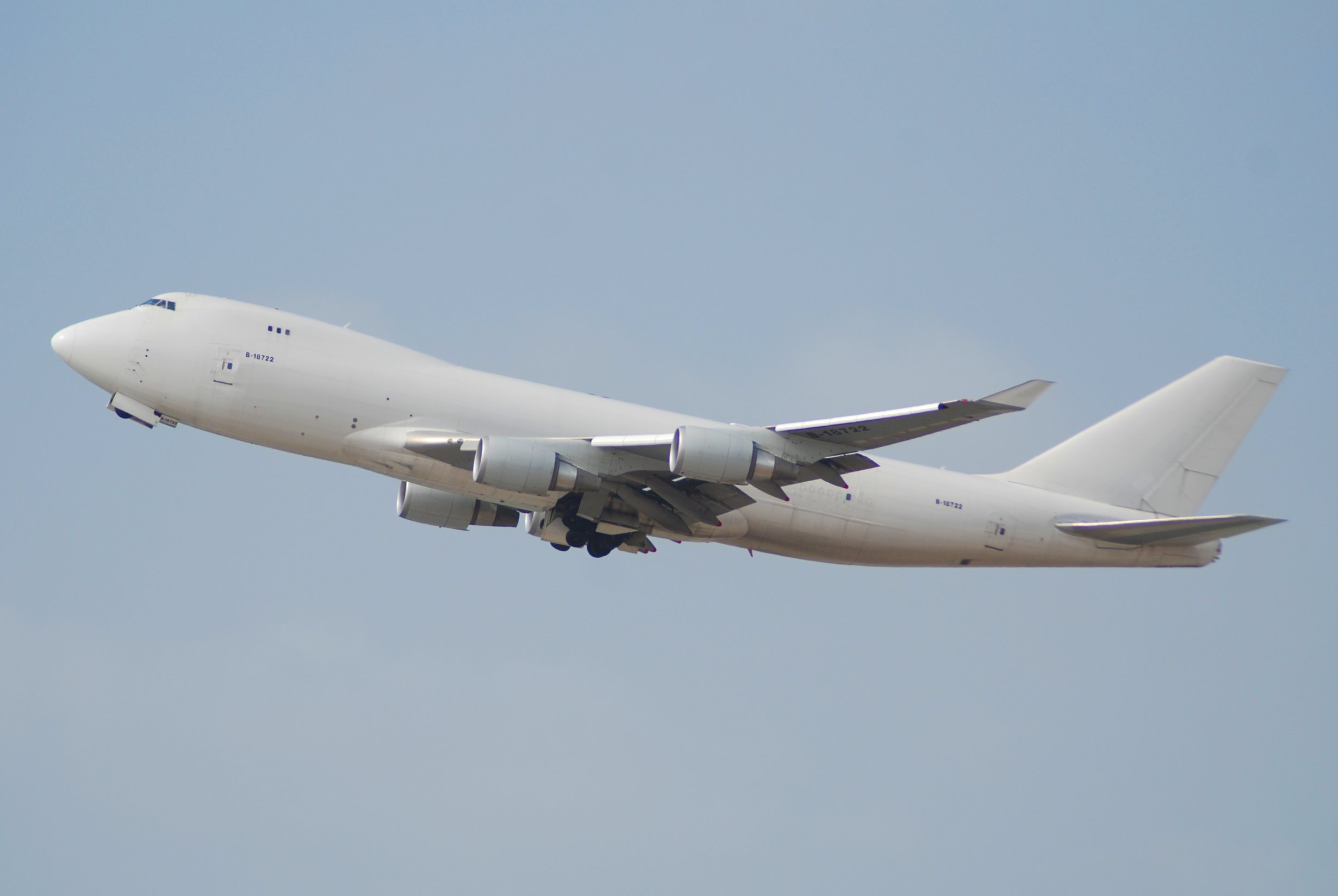
Літак авіакомпанії China Airlines Cargo в заводській ґрунтовці

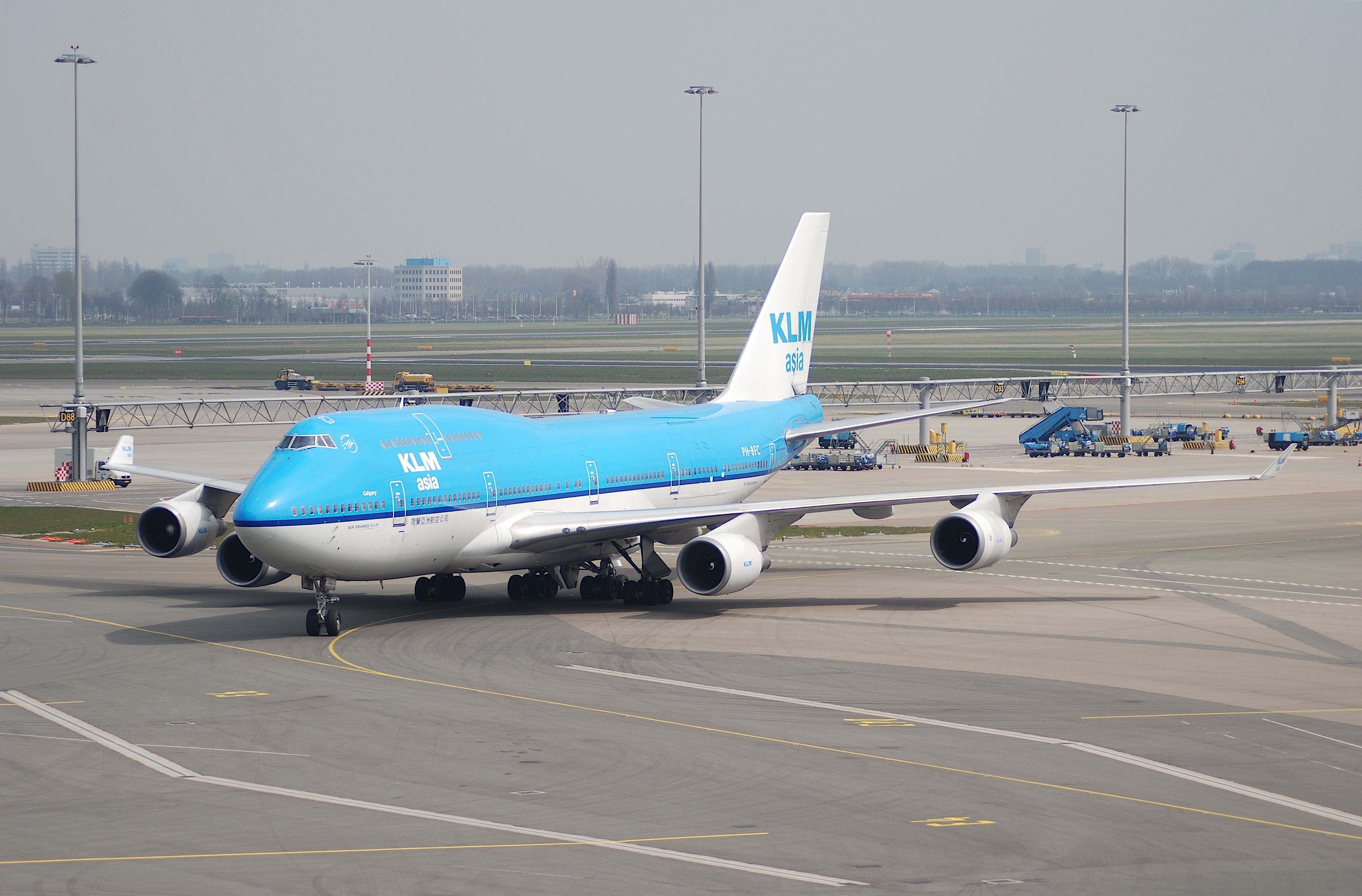
Літак авіакомпанії KLM

На липень 2013 року 535 Boeing 747-400 знаходилось в експлуатації у наступних авіакомпаній:
- Air China
- Air China Cargo
- Air France
- Air Hong Kong
- Air India
- Air New Zealand
- AirBridgeCargo
- All Nippon Airways
- Asiana Airlines
- Atlas Air
- British Airways — найбільший оператор
- Cargolux
- Cargolux Italia[en]
- Cathay Pacific
- China Airlines
- China Airlines Cargo
- China Southern Airlines
- Corsair International
- Delta Air Lines
- El Al
- Emirates SkyCargo
- Etihad Airways
- EVA Air
- Evergreen International Airlines
- Fiji Airways
- Garuda Indonesia
- Iraqi Airways
- Kabo Air
- Kalitta Air
- KLM
- Korean Air
- Lion Air
- Lufthansa
- Malaysia Airlines
- Martinair
- Max Air[en]
- MyCargo Airlines[en]
- Nasair
- National Airlines
- Nippon Cargo Airlines[en]
- Orient Thai Airlines[en]
- Philippine Airlines[en]
- Polar Air Cargo
- Pullmantur Air
- Qantas
- Royal Air Maroc
- Saudi Arabian Airlines
- Silk Way Airlines
- Singapore Airlines Cargo
- Southern Air
- Thai Airways International
- TNT Airways
- Трансаеро
- United Airlines
- UPS Airlines
- Virgin Atlantic Airways
- World Airways
- Yangtze River Express

### Інші експлуатанти
- Abu Dhabi Amiri Flight[en][37]
- Bahrain Royal Flight[38]
- Dubai Royal Air Wing[en][39]
- Уряд Брунею[40]
- Уряд Саудівської Аравії[41]
- Повітряні Сили Самооборони Японії[42]
- Kingdom Aircraft Leasing[43]
- ВПС Південної Кореї[44]
- Royal Flight of Oman[45]
- ВПС США[46]

## Порівняння зі схожими літаками
Джерела: Boeing [Архівовано 9 лютого 2015 у Wayback Machine.], Airbus.
У порівнянні з аналогами, Boeing 747-400 є найкоротшим, однак при цьому найважчим і містким за рахунок ширшого фюзеляжу. При цьому він має найменшу з них дальність і найбільший запас палива.
В секторі вантажних літаків Boeing 747-400F і BCF поступаються конкурентам (наприклад, MD-11F, Boeing 777-200F) за такими параметрами, як:
- Вартість повної заправки паливом
- Вартість наземного і диспетчерського обслуговування
- Витрати на рейс «туди-назад»

Однак вони мають перевагу над конкурентами за наступними параметрами:
- Швидкість і, відповідно, кількість блок-годин на рейс
- Вантажопідйомність, об'єм і маса вантажу, що перевозиться
- Рівень рентабельного завантаження

| Модель                                             | MD-11F                             | B747-400BCF                        | B777-200LRF                        | 747-400F                           | 747-200F                           | 747-8F                             |
| -------------------------------------------------- | ---------------------------------- | ---------------------------------- | ---------------------------------- | ---------------------------------- | ---------------------------------- | ---------------------------------- |
| Виручка ($/кг) Рейс «назад» Рейс «туди»            | $1.24 $4.20                        | $1.24 $4.20                        | $1.24 $4.20                        | $1.24 $4.20                        | $1.24 $4.20                        | $1.24 $4.20                        |
| Ставка ACMI($/БГ) БГ/Рейс «туди-назад»             | $5 600 27,5                        | $5 550 25,3                        | $7 400 25,6                        | $6 300 25,4                        | $4 200 27,1                        | $8 400 25,1                        |
| ACMI Паливо $2,84/галон Збори Витрати «туди-назад» | $153 832 $186 470 $73 730 $414 032 | $140 249 $231 840 $81 154 $453 243 | $189 514 $167 356 $76 577 $433 447 | $159 768 $224 777 $82 491 $467 036 | $113 862 $285 545 $88 020 $487 427 | $211 092 $218 790 $89 553 $519 435 |
| Вартість ($/т-км)                                  | $0,245                             | $0,232                             | $0,234                             | $0,231                             | $0,235                             | $0,212                             |
| Рентабельне завантаження                           | 68,8 %                             | 60,6 %                             | 64,0 %                             | 60,8 %                             | 63,9 %                             | 55,5 %                             |
| Завантаження «туди-назад», т:                      | 153                                | 183                                | 175                                | 191                                | 188                                | 231                                |
| Потенційна прибутковість                           | 48                                 | 72                                 | 63                                 | 75                                 | 68                                 | 103                                |
| Рентабельність, т                                  | 105                                | 111                                | 112                                | 116                                | 120                                | 128                                |

Джерело: ІАТА [Архівовано 12 листопада 2015 у Wayback Machine.]
Внаслідок цього, Boeing 747-400F і BCF перевершують конкурентів за потенційною прибутковістю перевезень.
При порівнянні з літаками тієї ж моделі інших модифікацій Boeing 747-8 виграє у Boeing 747-400 за рентабельністю перевезень і масі перевозимого вантажу, а Boeing 747-200F незначно відстає за цими параметрами від нього.

## Технічні характеристики
| Модель                                    | 747-400                                            | 747-400ER                                          | 747-400F                                                                                          | 747-400ERF                                                                                        |
| ----------------------------------------- | -------------------------------------------------- | -------------------------------------------------- | ------------------------------------------------------------------------------------------------- | ------------------------------------------------------------------------------------------------- |
| Екіпаж                                    | Два пілота                                         | Два пілота                                         | Два пілота                                                                                        | Два пілота                                                                                        |
| Пасажиромісткість або Вантажопідйомність  | 416 (3 класу) або 524 (2 класу) 624 (400D, 1 клас) | 416 (3 класу) або 524 (2 класу) 624 (400D, 1 клас) | Основна палуба: 30 піддонів Нижня палуба: 32 контейнера LD-1 Макс. вантажопідйомність: 112 630 кг | Основна палуба: 30 піддонів Нижня палуба: 32 контейнера LD-1 Макс. вантажопідйомність: 112 760 кг |
| Довжина                                   | 70,6 м                                             | 70,6 м                                             | 70,6 м                                                                                            | 70,6 м                                                                                            |
| Розмах крил                               | 64,4 м                                             | 64,4 м                                             | 64,4 м                                                                                            | 64,4 м                                                                                            |
| Площа крила                               | 560 м²                                             | 560 м²                                             | 560 м²                                                                                            | 560 м²                                                                                            |
| Видовження                                | 7,4                                                | 7,4                                                | 7,4                                                                                               | 7,4                                                                                               |
| Висота                                    | 19,4 м                                             | 19,4 м                                             | 19,4 м                                                                                            | 19,4 м                                                                                            |
| Експлуатаційна маса порожнього літака     | 178 800 кг                                         | 184 570 кг                                         | 178 800 кг                                                                                        | 184 570 кг                                                                                        |
| Максимальна злітна вага                   | 396 890 кг                                         | 412 775 кг                                         | 396 890 кг                                                                                        | 412 775 кг                                                                                        |
| Крейсерська швидкість на висоті 10 700 м  | 912 км/год                                         | 917 км/год                                         | 908 км/год                                                                                        | 908 км/год                                                                                        |
| Максимальна швидкість на висоті 10 700 м  | 988 км/год                                         | 988 км/год                                         | 988 км/год                                                                                        | 988 км/год                                                                                        |
| Розбіг (максимальна злітна вага, SL, ISA) | (3018 м)                                           | (3090 м)                                           | (3018 м)                                                                                          |                                                                                                   |
| Максимальна дальність                     | 13 450 км                                          | 14 205 км                                          | 8230 км                                                                                           | 9200 км                                                                                           |
| Максимальний запас палива                 | 216 840 л                                          | 241 140 л                                          | 216 840 л                                                                                         | 216 840 л                                                                                         |
| Двигуни (x 4)                             | PW 4062 GE CF6-80C2B5F RR RB211-524H               | PW 4062 GE CF6-80C2B5F                             | PW 4062 GE CF6-80C2B5F RR RB211-524H                                                              | PW 4062 GE CF6-80C2B5F                                                                            |
| Тяга двигунів (x 4)                       | 282 кН PW 276 кН GE 265 кН RR                      | 282 кН PW 276 кН GE                                | 282 кН PW 276 кН GE 265 кН RR                                                                     | 282 кН PW 276 кН GE                                                                               |

Джерела: Технічні характеристики 747-400, Схема розміщення 747-400/-400ER на пероні, Peter Gilchrist.(англ.)

## Аварії та надзвичайні випадки
За всю історію експлуатації Boeing 747-400 в результаті авіакатастроф було втрачено 7 літаків — 3 вантажних і 4 пасажирських. В ході цих подій загинули 94 людини. Три літака було виведено з експлуатації без людських жертв.
Великі аварії та надзвичайні випадки
- 4 листопада 1993 р. рейс 605 авіакомпанії China Airlines з Тайбею в Гонконг приземлився в 640 м від торця смуги при боковому вітрі 20 вузлів (з поривами до 38). В поєднанні з відключеною системою автоматичного гальмування і прибраними повітряними гальмами, ручне гальмування і реверс тяги виявились недостатніми для запобігання скочування літака в бухту Вікторія. Ніхто серйозно не постраждав, однак це був перший випадок втрати літака моделі 747-400[51].
- 23 липня 1999 р. був захоплений літак 747-400D авіакомпанії All Nippon Airways, що прямував рейсом 61 з Токіо в аеропорт м. Тітосе неподалік від Саппоро. Захоплювач вбив пілота, але іншим членам екіпажу вдалося зв'язати його, і літак зміг успішно повернутися в аеропорт, з якого вилетів[52].
- 31 жовтня 2000 р. літак 747-400 авіакомпанії Singapore Airlines, що прямував рейсом 006 з Сінгапура в Лос-Анджелес через Тайбей, врізався в будівельну техніку під час спроби зльоту із закритої ЗПС  аеропорту Чан-Кайші, загорівся і був зруйнований; загинули 79 пасажирів і чотири члени екіпажу[53].
- 31 січня 2001 р. літак 747-400D авіакомпанії Japan Airlines, який прямував рейсом 907 з Токіо в м. Наха ледь уникнув зіткнення з літаком DC-10 тієї ж авіакомпанії. Пілот 747 несподівано різко знизився і пройшов дуже близько до авіалайнера[54].
- 12 березня 2003 р. літак Boeing 747-412 авіакомпанії Singapore Airlines, що прямував рейсом SQ286 з Окленду в Сінгапур, сильно вдарився хвостом об ЗПС під час зльоту, що викликало значні пошкодження хвостової секції авіалайнера. Літак успішно повернувся в аеропорт вильоту[55].
- 25 липня 2008 р. літак 747-400 авіакомпанії Qantas, що прямував рейсом 30 з Гонконгу в Мельбурн, здійснив аварійну посадку в аеропорту Маніли з пробоїною в фюзеляжі попереду правого крила; літак втратив частину обшивки. Ніхто не постраждав[56][57]. Після виключення тероризму як причини події влада розглянула можливість вибуху одного з балонів системи аварійної подачі кисню[58]. У звіті Австралійського бюро безпеки на транспорті ця версія була підтверджена як причина події[59].
- 21 січня 2010 р. літак 747-400 авіакомпанії Cargolux (бортовий номер LX-OCV), що прямував рейсом 7933, під час посадки в Люксембургу зіткнувся з автомобілем. Мінівен отримав значні пошкодження, у літака була пошкоджена покришка. Було проведено три розслідування даної події[60].
- 3 вересня 2010 р. вантажний 747-400 авіакомпанії UPS Airlines, що прямував рейсом 6 з Дубаю в Кельн з двома членами екіпажу на борту, розбився приблизно через 25 хвилин після зльоту. Екіпаж оголосив тривогу, скоріш за все, у зв'язку із пожежею на борту. Через сильне задимлення в кабіні екіпаж не міг бачити прилади. Після невдалої спроби приземлитись літак зіткнувся із землею. Обидва пілоти загинули[61][62].
- 29 квітня 2013 р. вантажний 747-400 авіакомпанії National Airlines розбився[en] на авіабазі Баграм за 50 кілометрів від Кабулу[63].